# Punta Robalo
Punta Robalo est un corregimiento situé dans le district de Chiriquí Grande, province de Bocas del Toro, au Panama. En 2010, la localité comptait 1 664 habitants.

## Démographie
En 2010, elle avait une population de 1 664 habitants selon les données de l'Institut national des statistiques et du recensement et une superficie de 51 km2, ce qui équivaut à une densité de population de 22,82 habitants par km2.

### Statistiques ethniques
- 62,63 % chibchas[3]
- 33,42 % mestizos
- 3,95 % afro-panaméens[3]